# Хот (Звёздные войны)
Хот (англ. Hoth) — вымышленная планета из научно-фантастической киноэпопеи Джорджа Лукаса «Звёздные войны». Планета находится в регионе Внешнего Кольца, в Большом Джавини и отделена от цивилизации. Планета покрыта снегом и льдом, из-за этого там трудно выжить и поэтому на планете редко есть посетители.
Впервые планета появляется в фильме 1980 года в 5 эпизоде «Империя наносит ответный удар», а также использовалась в книгах и видеоиграх. В этом же эпизоде планету нашёл Люк Скайуокер, и вскоре там основалась база Сопротивления.

## Расположение
Планета Хот находится в регионе Внешнего Кольца и Большого Джавини, в секторе Аноат, шестая планета в системе светло-голубой звезды Хот. Находится в 50250 световых лет от центра Галактики. У планеты есть 3 спутника. Соседние планеты Хота образовали «Астероидное поле Хота», небольшие метеориты поля регулярно падают на Хот.

## Описание[1]

### Поверхность
Планета земного типа и покрыта снегом и льдом. Средняя температура −62 °C, но вблизи базы Сопротивления «Эхо» температура колебалась от −32 °C днём и −60 °C ночью.
Замершие океаны образовали ледяной панцирь. Где происходило извержение вулканов и газа появлялись чёрные трещины. Эти извержения выносили на поверхность минералы и горные породы. Из-за воздействия приливного притяжения 3-х лун, в некоторых местах ледниковый панцирь пробивался и струи воды вытекали, но из-за холода они застывали и превращались в шипы. На поверхности планеты часто проходят метели и шторма.
У планеты есть расплавленное металлическое ядро, покрытое льдом.

### Флора и фауна
Из-за низких температур на планете была только 1 разумная жизнь. Но биосфера планета смогла устоять к низким температурам.

#### Разумная жизнь
Скелы — разумная жизнь на планете Хот. Их рост был около 1,2 м, они покрыты шерстью и жиром, имеют когти для рытья нор, морды были с большими зубами. Живут в пещерах.
Живут стаями. Чаще всего просто странствуют по планете. Говорят на своём языке, который состоит из рычания и бормотания.
Скелы не любят посетителей, и считают планету Хот своей планетой. Из добытых трофеев они делают разные средства устрашения. Также они могут управлять примитивным оружием.
Когда на планету приходили странники, пираты, отряды Галактической Империи и Галактической Республики Скелы не сдружились с новыми соседями и Галактическая Республика решила принять меры. Всё закончилось тем что Галактическая Республика убила главаря Скелов — Морозного Когтя. После этого Скелы редко появлялись и ещё больше одичали.

#### Фауна
- Вампы — плотоядные существа, охотятся на всё живое. Приматообразные. Имеет белый мех, он помогает сливаться с снегом и не замёрзнуть. Живут в пещерах. Любят свежее мясо и сначала оглушают добычу, потом приносят домой и с помощью своей слюны прикрепляют к потолку и ждут когда проголодаются и съедают свежую добычу.
- Таунтаун (Тонтон, Тантан,ТоунТоун) — всеядное существо. Охотится на хатских свиней и часто становится добычей вамп. Уникальность таунтаунов то что они сочетают признаки рептилии и теплокровных млекопитающих. Покрыты белой шерстью. Из-за широких лап могут развивать скорость до 90 км/ч и имеют когти для сцепления со людом. С помощью хвоста таунтауны сохраняют равновесие. Их кровь позволяет им не замёрзнуть насмерть. Всегда держатся в стае по 20-30 особей. Таунтаунов можно приручить и кататься на них верхом. Также у таунтаунов есть несколько разновидностей.
- Хатские свиньи — травоядные существа, физически слабые и из-за находятся внизу пищевой цепочки.
- Ледяные скребуны — вид грызунов на планете Хот. Имеют белую или серую шерсть и висячие уши. У них острый нюх. Живут они в норах толщи снега. С помощью когтей и клюва могут рыть норы до 25 км вниз. Их добычей становились или растения или ледяные червы и снежные мыши. А сами они добыча для таунтаунов и вамп.
- Снежные мыши - грызуны живущие в тунелях толщи снега. Имеют серую шерсть. Охотятся на ледяных червей, при этом они добыча для ледяных скребунов и других животных стоящие выше по пищевой цепочке. В охоте им помогает их острый язык.
- Ледяные черви — живут черви в своих маленьких норах. Всегда становятся добычей для других животных Хота.
- Драконий слизень — очень большое и опасное существо.

#### Флора
- Лишайники — эти растения растут под снегом и часто их съедают травоядные, всеядные и грызуны.
- Лишайник люмини — это невероятно редкое растение живёт в яма в экваториальной области Хота, где проходит трещина до самого ядра планеты. Из лишайника люмини делают люмини-спайс.
- Ледяные растения — они обитают в глубоких пещерах Хота и охотятся на живых существ.

## История[1]

### Бесконечная Империя
Вероятно планета Хот была в составе Бесконечной Империи. Свидетельством этого статуи построенные Ракатанцами (основатели Бесконечной Империи).

#### Холодная война
Во время холодной войны, один из джедаев был в поисках места заточения расы Эш-ха, и в одной из пещер Хота нашёл голографические устройства, созданные Ракатанцами, с помощью которых узнал местоположение планеты Белсавис (где были заточены последние представители расы Эш-ха).

### Старая Республика
О существование Хота галактика знала ещё к 4000 г. ДБЯ (До Битвы при Яниве). Во время Великой Галактической Войны Галактическая Республика потерпела поражения на Хоте от Галактической Империи. Обе стороны потеряли много лучших кораблей и Хот был усеян ими. Ресурсов для восстановления их не у кого не было.
Пираты много раз пытались мародёрствовать в обломках, но из-за новых конфликтов Галактической Империи и Галактической Республики они не продолжили это дело.
Группа из расы Ортолан пытались колонизировать планету.
Вскоре Хот стал ареной для битв между джедаями и ситхами.

### Галактическая гражданская война
Пираты и контрабандисты использовали Хот как базу. Даже Хан Соло пока не присоединился к Сопротивлению знал про Хот.
В одной из пещер Хота укрывались каламарианский контрабандист Салмакк . Их миссия была захватить Хана Соло и доставить Джаббе Хату, Но Хан Соло прогнал их с планеты.
Примерно в то же время контрабандист Раскар, главарь Пиратов Иридиума, попытался достать ценный груз люмини-спайса, который делается из редкого лишайника люмини, но Раскара прогнал драконий слизень.
Группа бывших штурмовиков решила начать охотничий бизнес на Хоте, но была убита стаей вамп.
Ещё до Первой битвы при Татуине и разрушения базы «Анкорхед», группа повстанцев основала базу «Гамма» на Хоте. После битвы при Татуине сюда прилетел повстанческий пилот Салага-один. Но база была обноружена имперсикм дроидом. Между имперцами и повстанцами произошло сражение с участием шагоходов AT-AT и аэроспидеров T-47 на стороне Империи. Повстанцы были вынуждены эвакуировать базу и улететь с планеты. Вместе с группой Ру Мурлин Салага-один сражался в космосе со множеством имперских СИД-истребителей, прикрывая уход сил Сопротивления в систему Явин.
Во время блокады Явина после миссии на Аридусе, Люк Скайуокер вместе с дроидом C-3PO, прорываясь сквозь блокаду с Явина-4, используя гиперструю кометы, Люк добрался до системы Хот. На Хоте Люк чуть не погиб, попав в метель, и был спасён Фрией Торлок. Она отвела в дом её отца, имперского губернатора Лексаннена Торлока, однако Люк вскоре узнал, что дочь и отец на самом деле были дроидами настоящих Торлоков, прятавшихся на Хоте от Империи. Боясь живых существ, Лексаннен Торлок хотел убить Скайуокера, однако во время покушения случайно застрелил Фрию Торлок, после чего молодые джедаи уничтожил его световыми мечами. Скайуокеру и C-3PO удалось спастись с Хота, послав сигнал бедствия Хану Соло на корабль «Сокол Тысячелетия». Позднее Люк порекомендовал Хот Сопротивлению как возможное место для новой базы.

#### Битва при Хоте
В 1 г. ПБЯ (После Битвы при Яниве) Сопротивление взяло под контроль Хот и разместило там свой штаб.
Инженерный корпус Сопротивление под руководством майора Кема Моннона и майора Брена Дерлина прибыли на планету и начали возведение новой базы в северном полушарии планеты недалеко от экватора. Инженеры Моннона использовали пещеры, когда-то использовавшиеся Салмакком, для новой базы.
Во 2 г. ПБЯ была построена база «Эхо». «Эхо» продержалась год, но в 3 г. ПБЯ она была обнаружена Империей. Флот Дарта Вейдера разрушил базу и повстанцы эвакуировались с планеты.
Но не всем удалось успешно эвакуироваться, и группа повстанцев из 18 человек были подбиты на корабле «Светлая надежда» и спасательные капсулы вернули их на Хот. Больше месяца отряд выживал на планете, пока отряд во главе Торином Фарром не спас их.
Вскоре после Битвы на Хоте Хот стал снова редкопосещаемой планетой. Империя захватив пару вамп смогла с помощью биоинженерии вывести скальных вамп. Они были больше и опасней обычных вамп и их использовали как охрану на Галле (Спутник на котором обслуживали имперский флот).
В 4 г. ПБЯ межзвёздное туристическое агентство Star Tours планировало делать путёвки на отдых на Хоте.
В 5 ДБЯ охранник с Кесселя (астероида) Триокулус после провозглашения его  новым Императором по предложению гранд-моффа Хиссы отдал приказ перевезти на Хот все подконтрольные ему имперские войска на Хот. На планете был создан Имперский исправительный центр, ставший известным своими суровыми условиями, говорили, что ни один заключенный не выживал здесь более трёх лет, все они замерзали насмерть.
В 5 ПБЯ Бимм Раджа Убуки был приговорён гранд-моффом Данхаузеном к четырём годам заключения в этом центре.
В 12 ПБЯ Люк Скайуокер и Каллиста Минг прилетели на Хот в попытке вернуть Каллисте способности Силы, которые она утратила при переселении в тело Крей Минглы. Они обнаружили на планете группу контрабандистов, которые охотились на вамп ради их шкур. Люк столкнулся с однорукой вампой женского пола, которой он отрубил руку перед битвой при Хоте (в 5 эпизоде). Джедаи с трудом смогли спастись от множества вамп, решившие отомстить.
В 14 ПБЯ Кайл Катарн и Джейден Корр обнаружили, что в разрушенной базе «Эхо» обосновались военные Возрождённой Империи (фракция Осколка Империи).
Вскоре охотники начали большую охоту на вамп и таунтаунов, что они стали исчезающим видом. После этого Сенат Галактического Альянса запретил охоту на вамп и таунтаунов.

## Упоминание
Планета упоминается во многих книгах, видеоиграх, мультсериалах и тд., таких как:
- Звёздные войны. Эпизод V: Империя наносит ответный удар
- Lego Star Wars: The Complete Saga
- Star Wars: Battlefront
- Lego Star Wars: The Skywalker Saga
- Marvel Star Wars 1983: Hoth Stuff!
- «Меч тьмы» 1995
- Shadows of the Empire

### Фильмы
В фильме 1980 года Империя наносит ответный удар на планете Хот разместилась база «Эхо» Повстанческого альянса, частично в естественных пещерах, образованных пустотатми по льдах.
В первоначальном варианте сценария, написанном Ли Брэкетт есть сцена с Люком Скайуокером на хребте ледяной планеты, однако имя Хот было дано облачной планете, впоследствии переименованной в Беспин. Сценарий содержит сцену нападения вампов на базу повстанцев.
Сцены на Хоте были сняты в южной части Норвегии, в районе ледника Хардангерйокулен (норв. Hardangerjokulen), неподалёку от посёлка Финсе. Съёмки велись при отрицательных температурах. Для наземных боевых сцен были использованы небольшие модели на фоне стеклянных пузырей и пищевой соды, которые создавали вид заснеженной местности.

### Видеоигры
Планета Хот появляется в игре LEGO Star Wars: The Complete Saga в первых двух уровнях Эпизода V и в игреe Star Wars: Battlefront как карта для многопользовательской игры. Также ожидается  появление Хота в разрабатываемой игреLEGO Star Wars: The Skywalker Saga.

## Научная достоверность
Планетарные параметры вымышленной планеты Хот были тщательно изучены на предмет научной достоверности. На сайте Space.com  было отмечено что Хот очень напоминает экзопланету OGLE-2006-BLG-390. Температура на поверхности Хота достигает -364 по Фаренгейту (-220 по Цельсию), что делает её почти такой же холодной как Плутон . Брюс Беттс из организации «The Planetary Society» заявил, что астероидный пояс близ Хота означает, что планете будет трудно оставаться на месте. Беттс также заявил, что в связи с частыми падениями астероидов  маловероятно, что на планете разовьются естественные формы жизни (такие как вампы и тантаны).
Жанна Кейвлос рассуждала в The Science of Star Wars, что частые падения метеоритов на Хот показывают, что планета сравнительно молода поскольку в более старых солнечных системах космические обломки расчищены. Поскольку на  планете обитают сложные жизненные формы Кейвлос  заявила, что возраст планеты может быть старше, находясь в пределах нескольких миллиардов лет. Автор заявила, что Хот может быть похожа на Землю в определённом возрасте, но у неё соседних планет, таких как Юпитер и Сатурн, прикрывающих отпадения метеоритов. Она также заявила, что пояс астероидов, показанный в фильме  настолько близко к Хоту является возможным источником метеоритов. Пояс астероидов в свою очередь изображен нереалистично как тесно сгруппированный, что обычно означает, что астероиды превратятся в щебень размером с песок в течение достаточно длительного периода времени.
С. Дж. Миоцци написал для журнала The Escapist, что Хот реалистично отображён как планета одного биома (среди многих подобных планет вселенной «Звёздных войн»), отметив в качестве похожего примера спутник Юпитера Европу. Миоцци заявил, что планета была отражена в книгах вселенной «Звёздных войнах» как геологически активная на которой обитают более мелкие формы жизни, такие как лишайник. Автор отметил, что лишайник является важной частью пищевых цепочек во время зимы, но что он может расти в остальное время. Поскольку Хот покрыт вечными льдами Миоцци заявил, что лишайника не хватит на поддержание многоуровневых пищевых цепочек, включающих в себя сверххищников, таких как вампа.